# Plectrocnemia clavata
Plectrocnemia clavata là một loài Trichoptera hóa thạch trong họ Polycentropodidae.